# Мультинские озёра
Мульти́нские озёра — группа горных озёр на северном склоне Катунского хребта в Алтайских горах. Озёра расположены в Центральном Алтае на отметках 1710 и 1740 м. Расположены на территории Усть-Коксинского района Республики Алтай России. Находятся в крупном речном бассейне реки Мульта, в 20 км от села Мульта. Памятник природы регионального значения.

## Физико-географическая характеристика
Каскад озёр ледникового происхождения в троговой долине в верховьях реки Мульта между субмеридиональными отрогами Катунского хребта, а также по её притокам, носит общее название «Мультинские озёра». Всего в бассейне реки Мульта находится около 40 озёр, среди которых находятся озёра, входящие в перечень особо охраняемых природных территорий Российской Федерации республиканского и местного значения:
- Нижнее Мультинское — находится на высоте 1710 метров над уровнем моря, длина 2370 м, имеет максимальную ширину 900 м, среднюю глубину 21,5 метров.
- Среднее Мультинское — находится на высоте 1740 м над уровнем моря, длина 1990 м, максимальная ширина 750 м, средняя глубина 8 метров. Берега озера крутые (8-10°) с абсолютными высотами 2500 метров.
- Верхнее Мультинское
- Поперечное
- Крепкое
- Куйгук

Озёра различаются глубиной, размерами и цветом воды: от прозрачного до зеленовато-молочного и бирюзового. Среднее озеро и Нижнее соединены короткой протокой, представляющей собой живописный каскадный водопад Шумы высотой около 30 метров. По берегам озёр и склонам гор хвойные леса таёжного типа с преобладанием кедра (сосны кедровой).
Некоторые из озёр являются геологическими памятниками природы федерального значения комплексного типа (гидрогеолого-геоморфологичекого). В природоохранную зону входят два озера: Нижнее Мультинское (100,0 га) и Среднее Мультинское (186,0 га). Озеро Верхнее Мультинское и Поперечное находятся на территории Катунского биосферного заповедника, на юго-восточном берегу Среднего озера расположен кордон заповедника.
Многие из горных озёр, в том числе и Мультинские, являются популярными туристическими объектами. Действуют 4 горных кемпинга на Нижнем Мультинском озере, где для туристов построены домики, бани, оборудованы стоянки. Ведётся значительная природоохранная работа силами местных жителей, волонтёров, сотрудников Катунского биосферного заповедника.

## Флора
Флора Мультинских озёр насчитывает около 350 видов из 185 родов и 56 семейств. Наиболее богаты видами семейства:
Сложноцветные (Asteraceae):
- мятликовые (Poaceae);
- лютиковые (Ranunculaceae).

Роды:
- осока (Carex);
- ива (Salix);
- мытник (Pedicularis);
- горечавка (Gentiana).

Эндемичные виды отсутствуют. В списке редких растений:
- родиолы: морозная — Rhodiola algida, розовая — Rh. rosea (используется в традиционной медицине), четырёхчленная — Rh. quadrifida;
- шиповник остроиглистый — Rosa oxyacantha;
- копеечник чайный — Hedysarum theinum и др.

Флора по структуре и видовому составу является типичной высокогорно-лесной.

## Фауна
В чистой воде озёр живёт хариус. В лесах и на лугах есть бабочки, занесённые в Красную книгу Республики Алтай:
- дневная бабочка семейства Парусники аполлон Феба — Parnassius phoebus
- дневная бабочка семейства Бархатницы чернушка Киндермана — Erebia kindermanni и др.

В лесу встречаются маралы, в летнее время животные мигрируют на субальпийские и альпийские луга, медведь и соболь, а также другие животные.
Из птиц беркут, белая куропатка, скопа и другие — относятся к редким видам и занесены в Красную книгу региона.